# Oligacanthorhynchus pardalis
Espèce
Synonymes
- Echinorhynchus pardalis Westrumb, 1821 - protonyme[2]
- Pardalis pardalis (Westrumb, 1821)
- Echinopardalis pardalis (Westrumb, 1821)

Oligacanthorhynchus pardalis  est une espèce d'acanthocéphales de la famille des Oligacanthorhynchidae. C'est un parasite digestif de félins néotropicaux.

## Publication originale
- Aug. Henr. Ludov. Westrumb, De Helminthibus acanthocephalis; commentatio historico-anatomica. Adnexo recensu animalum, in Museo vindobonensi circa helminthes dissectorum, et singularum speciocrum harum in illis repertarum, 1821, 85 p. (lire en ligne).